# 구룡포여자종합고등학교
구룡포여자종합고등학교는 경상북도 포항시 남구 구룡포읍 병포리에 있었던 공립 고등학교이다.

## 학교 연혁
- 1983년 1월 10일 : 구룡포여자종합고등학교 설립 인가(보통과 3학급, 상업과 3학급)
- 2001년 9월 1일 : 경상북도교육청 지정 시범학교 운영(On-line 학교 모델)
- 2003년 9월 4일 : 학과 개편(보통과 3학급, 사무자동화과 3학급, 정보처리과 3학급)
- 2003년 12월 29일 : 경상북도교육청 생활지도 최우수교 선정
- 2012년 2월 29일 : 포항과학기술고등학교로 통합, 교명 변경, 29년만에 폐교

## 같이 보기
- 구룡포여자종합고등학교 여자축구단